# Větrný mlýn v Miličíně
Větrný mlýn v Miličíně je zaniklý mlýn německého typu, který stál v jižní části Miličína nad Bezděkovem.

## Historie
Větrný mlýn byl postaven před rokem 1768. Jeho posledním majitelem byl mlynář Marsín; kolem roku 1853 byl zrušen.
Mlýn je zobrazen na kresbě z roku 1812, která je uložena v muzeu ve Vídni. Podle této kresby nakreslil roku 1937 miličínský kronikář Vojtěch Kraupner mlýn do kroniky i na stěnu místní sokolovny. Mlýnský kámen se nalézá jako obrubník nad studnou u stodoly při domu č.p. 232 (u Vobořilů – kovářů). Do roku 1935 kryl studnu u domu č.p. 226.